# ファビオ・ミレッティ
ファビオ・ミレッティ（Fabio Miretti, 2003年8月3日 - ）は、イタリア・ピネローロ出身のサッカー選手。セリエA・ユヴェントスFC所属。ポジションはミッドフィールダー。

## 経歴
ユヴェントスFCの下部組織出身で、17歳ながらリザーブチームであるU-23ユヴェントスでプロデビューを果たす。
2020年には、ガーディアンが発表した、2003年生まれの有望選手60人であるネクスト・ジェネレーション2020に選出される。
2021年12月8日、チャンピオンズリーグの対マルメFF戦、後半45分にトップチームで出場を果たす。セリエAデビューは、2022年3月21日の対USサレルニターナ1919戦で、後半ATに交代出場。
2022年5月1日、セリエA・ヴェネツィアFC戦においてトップチーム初先発。レオナルド・ボヌッチの先制点の起点となるパスを放った。監督のマッシミリアーノ・アッレグリは、「まるでベテランのようにプレイした」と評価した。
2022-23シーズンにトップチーム昇格。2022年8月31日のスペツィア戦において、ミリクへのクロスで初アシストを記録。2022年のゴールデンボーイ賞では「ベスト・イタリアン・ゴールデンボーイ」に選ばれ、クラブOBで同じくユース出身のマルキージオから賛辞を受けた。
2024年8月25日、ジェノアCFCにレンタル移籍した。背番号は23番。

## タイトル

### クラブ
ユヴェントス
- コッパ・イタリア：1回 (2023-24)

## 個人成績
| クラブ           | シーズン | リーグ  | リーグ戦 | リーグ戦 | カップ戦 | カップ戦 | 国際大会 | 国際大会 | その他 | その他 | 合計 | 合計 |
| クラブ           | シーズン | リーグ  | 出場     | 得点     | 出場     | 得点     | 出場     | 得点     | 出場   | 得点   | 出場 | 得点 |
| ---------------- | -------- | ------- | -------- | -------- | -------- | -------- | -------- | -------- | ------ | ------ | ---- | ---- |
| U-23ユヴェントス | 2020-21  | セリエC | 4        | 0        | –        | –        | –        | –        | 0      | 0      | 4    | 0    |
| U-23ユヴェントス | 2021-22  | セリエC | 26       | 3        | –        | –        | –        | –        | 3      | 0      | 29   | 4    |
| U-23ユヴェントス | 通算     | 通算    | 30       | 3        | 0        | 0        | 0        | 0        | 3      | 1      | 33   | 4    |
| ユヴェントス     | 2021-22  | セリエA | 6        | 0        | 0        | 0        | 1        | 0        | 0      | 0      | 7    | 0    |
| ユヴェントス     | 2022-23  | セリエA | 10       | 0        | 0        | 0        | 4        | 0        | –      | –      | 14   | 0    |
| ユヴェントス     | 通算     | 通算    | 16       | 0        | 0        | 0        | 5        | 0        | 0      | 0      | 21   | 0    |
| 総通算           | 総通算   | 総通算  | 46       | 3        | 0        | 0        | 5        | 0        | 3      | 1      | 54   | 4    |